# Cryptoblepharus novaeguineae
Cryptoblepharus novaeguineae är en ödleart som beskrevs av  Mertens 1928. Cryptoblepharus novaeguineae ingår i släktet Cryptoblepharus och familjen skinkar. IUCN kategoriserar arten globalt som livskraftig. Inga underarter finns listade i Catalogue of Life.
Artepitetet i det vetenskapliga namnet syftar på utbredningen i Nya Guinea.